# 24 Eskadra Lotnicza
24 eskadra lotnicza – pododdział lotnictwa Wojska Polskiego w II Rzeczypospolitej.

## Formowanie i zmiany organizacyjne
Na przełomie 1924/1925 roku rozpoczęto w 2 pułku lotniczym organizację 24 eskadry lotniczej. Organizacyjnie i taktycznie eskadra podlegała nowo utworzonemu dowództwu II dywizjonu lotniczego. Braki w  sprzęcie i w personelu latającym spowodowały, że eskadra miała trudności, by osiągnąć zdolność ćwiczebną. Dopiero pod koniec 1925 przejęto samoloty z przezbrajanej 21 i 22 eskadry. 
W drugiej połowie 1926 eskadra otrzymała pierwsze Potezy, a w 1927 osiągnęła stan etatowy 6 samolotów.
W 1928 kolejna reorganizacja lotnictwa spowodowała przeniesienie II dywizjonu lotniczego do 5 pułku lotniczego do Lidy.
W lipcu 1928 24 eskadra odleciała do Lidy, stając się zalążkiem formującego się tam 5 pułku lotniczego jako 55 eskadra liniowa.

## Personel eskadry
| Stopień   | Imię i nazwisko  | Okres pełnienia służby |
| --------- | ---------------- | ---------------------- |
| kpt. pil. | Tadeusz Halewski | 1925 – 1927            |
| kpt. obs. | Tadeusz Welecki  | 1927 – VII 1928        |

| Nazwy jednostki i daty sformowania, przeformowań i rozformowania | Nazwy jednostki i daty sformowania, przeformowań i rozformowania | Nazwy jednostki i daty sformowania, przeformowań i rozformowania | Nazwy jednostki i daty sformowania, przeformowań i rozformowania | Nazwy jednostki i daty sformowania, przeformowań i rozformowania | Nazwy jednostki i daty sformowania, przeformowań i rozformowania | Nazwy jednostki i daty sformowania, przeformowań i rozformowania |
| ---------------------------------------------------------------- | ---------------------------------------------------------------- | ---------------------------------------------------------------- | ---------------------------------------------------------------- | ---------------------------------------------------------------- | ---------------------------------------------------------------- | ---------------------------------------------------------------- |
| 1924                                                             | 24 eskadra lotnicza                                              | VII 1928                                                         | 55 eskadra liniowa                                               | VIII 1939                                                        | 55 samodzielna eskadra bombowa                                   | IX 1939                                                          |
| 2 pułk lotniczy                                                  | 2 pułk lotniczy                                                  | 5 pułk lotniczy                                                  | 5 pułk lotniczy                                                  | Brygada Bombowa                                                  | Brygada Bombowa                                                  | Brygada Bombowa                                                  |